# Stenia randalis
Stenia randalis là một loài bướm đêm trong họ Crambidae.